# بولين تشيس
بولين تشيس (بالإنجليزية: Pauline Chase)‏ هي ممثلة أمريكية، ولدت في 20 مايو 1885 في واشنطن العاصمة في الولايات المتحدة، وتوفيت في 15 مارس 1962 في رويال تونبريدج ولز ‏ في المملكة المتحدة.

## وصلات خارجية
- بولين تشيس على موقع IMDb (الإنجليزية)
- بولين تشيس على موقع قاعدة بيانات برودواي على الإنترنت (الإنجليزية)